# 細鱗鱊
細鱗鱊（学名：Acheilognathus typus）为輻鰭魚綱鯉形目鱊科鱊屬的其中一種，該物種僅分布於亞洲日本，棲息在中底層水域。被IUCN 3.1評級為易危物種。

## 扩展阅读
維基物種上的相關：細鱗鱊